# L'Exilé (série télévisée)
Pour les articles homonymes, voir Exilé.
L'Exilé (The Exile) est une série télévisée américaine diffusée du 2 avril 1991
au 20 août 1991 dans le bloc de programmes Crimetime After Primetime sur CBS.
En France, la série a été diffusée du 31 janvier 1993 au 16 mars 1997 sur M6.

## Distribution
- Jeffrey Meek : John Stone/Phillips
- Christian Burgess : Charles Cabot
- Patrick Floersheim : Danny Montreau
- Nadia Fares : Jacquie Decaux